# Fabrizio Convalle
Fabrizio Convalle (11 april 1965) is een Italiaans wielrenner.

## Levensloop en carrière
Convalle was professioneel wielrenner van 1989 tot 1992. Hij won een etappe in de Ronde van Italië 1990. Dit was zijn enige overwinning. 

## Resultaten in voornaamste wedstrijden
| Jaar | Ronde van Italië | Ronde van Frankrijk | Ronde van Spanje |
| ---- | ---------------- | ------------------- | ---------------- |
| 1990 | 135e (1)         |                     |                  |
| 1991 | opgave           |                     |                  |
| 1992 | 117e             |                     |                  |

| Jaar | Milaan-San Remo |
| ---- | --------------- |
| 1990 | 74e             |
| 1991 |                 |
| 1992 |                 |